# Sorority Girl

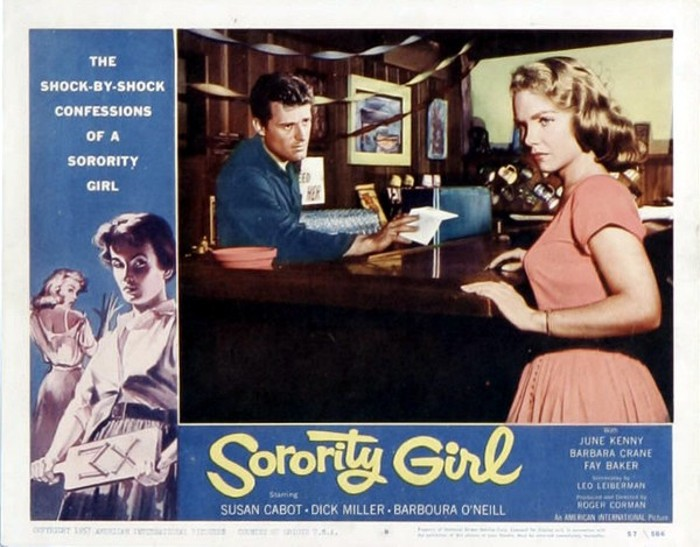

Sorority Girl is een Amerikaanse dramafilm uit 1957 onder regie van Roger Corman.

## Verhaal
Sabra Tanner is een verwend meisje van rijke komaf. Wanneer haar moeder besluit haar geen geld meer te geven, vertrekt ze naar een kostschool. Daar chanteert ze haar medestudenten voor geld door middel van manipulatie en verraad. Vooral haar kamergenote en diens vriendje Mort zijn meer dan eens het slachtoffer van haar achterbakse manieren om aan geld te komen. Wanneer de kwesties al te persoonlijk worden, zijn de gevolgen niet meer te overzien.

## Rolverdeling
| Acteur            | Personage          |
| ----------------- | ------------------ |
| Susan Cabot       | Sabra Tanner       |
| Dick Miller       | Mort               |
| Barboura Morris   | Rita Joyce         |
| June Kenney       | Tina               |
| Barbara Cowan     | Ellie Marshall     |
| Fay Baker         | Mevrouw Tanner     |
| Jeane Wood        | Mevrouw Fessenden  |
| Joan Lora         | Terry              |
| Jay Sayer         |                    |
| Beach Dickerson   | Vriendje van Terry |
| Shirley Cleveland |                    |
| Donna Leary       |                    |
| Laurine Hastings  |                    |